# Matthias Kamann
Matthias Kamann (* 1961 in Schmallenberg) ist ein deutscher Journalist und Autor.

## Leben und Wirken
Kamann studierte Germanistik und Volkskunde an der Philipps-Universität Marburg, wo er 1993 promovierte, und an der Universität Hamburg. Von 1996 bis 1999 war er Redakteur für das Magazin der Frankfurter Allgemeinen Zeitung.
Als verantwortlicher Redakteur in der Politik-Redaktion ist Kamann für die Zeitung Die Welt tätig, für die er seit 1999 schreibt. Er war als Mentor an der Evangelischen Journalistenschule Berlin tätig. Als Autor veröffentlichte er mehrere Werke.

## Veröffentlichungen (Auswahl)
- Epigonalität als ästhetisches Vermögen. Untersuchungen zu Texten Grabbes und Immermanns, Platens und Raabes, zur Literaturkritik des 19. Jahrhunderts und zum Werk Adalbert Stifters. M & P Verlag für Wissenschaft und Forschung, Stuttgart 1994, ISBN 978-3-476-45037-1.
- Todeskämpfe. Die Politik des Jenseits und der Streit um Sterbehilfe. Transcript, Bielefeld, 2009, ISBN 978-3-8376-1265-3.
- Gott liebt die störrischen Esel. Weihnachtskommentare. Hansisches Druck- und Verlagshaus, 2014, ISBN 978-3-86921-266-1.
- Corona-Krieger.Verschwörungsmythen und die Neuen Rechten. Mit Annelie Naumann, Das Neue Berlin 2021, ISBN 978-3-360-01377-4.